# Keogram

Az alul látható keogram a fenti, teljes eget mutató kamera képének közepén a szürkével jelölt keskeny részek időrendi sorrendben, egymás mellé másolásával jön létre.

A keogram ("keo" a "Keoeeit" szóból – inuit szó az " Aurora Borealis "-ból) egy olyan megjelenítési mód, amely a sarki fény intenzitását mutatja, az égboltot (lehetőleg a teljes égboltot) mutató kamera képéből rendszeres időközönként kivágott keskeny szeletek sorban egymás mellé másolásával. Ez a keskeny sáv a kamera képén, ahonnan a képszeleteket kimásolják, az északi féltekén észak-déli tájolásban, a déli féltekén pedig dél-észak tájolásban felfelé néz. Az így létrehozott keogram az égbolt adott sávján megjelenő sarki fény időfüggő grafikonját alkotják. Ez lehetővé teszi az adott éjszakán az általános sarki fény aktivitást könnyű felismerését, függetlenül attól, hogy az időjárási viszonyok megszakították-e vagy sem. Emellett lehetővé teszi azoknak azon térségek koordinátáinak (szélességi és hosszúsági fokok) meghatározását, ahol a sarki fény látható.
A keogramok használatát az 1970-es években kezdték el Eather és munkatársai. Ez a korábbiaknál gyakorlatiasabb és hatékonyabb módszer volt a sarki fény aktivitásának meghatározására a felvett éjszaka folyamán, emellett részletes képet ad annak mozgásáról, amelynek fényét a látható spektrumon kívüli hullámhosszakon is rögzítik. Így a keogramokat arra is használják, hogy a Föld ionoszférájában az egyenlítői plazmabuborékok (EPB) körülményeit elemezzék, és előrejelzéseket adhassanak a zonális sodródásukra alacsonyabb földrajzi szélességeken.

## Fordítás
Ez a szócikk részben vagy egészben  a   Keogram című angol Wikipédia-szócikk ezen változatának fordításán alapul.  Az eredeti cikk szerkesztőit annak laptörténete sorolja fel. Ez a jelzés csupán a megfogalmazás eredetét és a szerzői jogokat jelzi, nem szolgál a cikkben szereplő információk forrásmegjelöléseként.